# Carnival (Volksfest)
Ein Carnival ist die US-amerikanische Ausprägung eines von Ort zu Ort ziehenden Vergnügungsparks, dessen Fahrgeschäfte und Stände alle einem einzelnen Inhaber oder Inhaberunternehmen gehören, im Gegensatz etwa zur deutschen Kirmes, bei der die Geschäfte in der Regel von verschiedenen voneinander unabhängigen Schaustellern betrieben werden. Anders als viele europäische Jahrmärkte ist der Carnival meist nicht an religiöse Feste gebunden. 
Carnivals kamen im 19. Jahrhundert auf und werden seit der zweiten Hälfte des 20. Jahrhunderts mehr und mehr von stationären Vergnügungsparks verdrängt. Die Organisation eines amerikanischen Carnivals ähnelt der eines Wanderzirkus.
Carnival ist auch der englische Begriff für Karneval, in den Vereinigten Staaten selbst jedoch meist mit oben genannter Bedeutung genutzt. Zur Unterscheidung von anderen Wortbedeutungen wird häufig der Begriff traveling carnival gebraucht.